# Steven Bradbury
Steven Bradbury (Brisbane, 14 oktober 1973) is een Australisch voormalig shorttracker. Hij is het best bekend vanwege de gouden race tijdens de 1000 meter shorttrack op de Olympische Winterspelen van 2002 in Salt Lake City.

## Carrière
In de kwartfinale van de 1000 meter kwam Bradbury als derde over de streep. Hierdoor zou hij zijn uitgeschakeld voor de halve finale, ware het niet dat Marc Gagnon werd gediskwalificeerd. Hierdoor ging Bradbury alsnog naar de halve finale. Tijdens de halve finale reed hij achteraan op de 1000 meter, maar doordat een groepje onderuit ging, kwam hij als tweede over de finish en kon hij alsnog door naar de finale. In de finale reed Bradbury weer achteraan. Doordat in de allerlaatste bocht de vier koplopers (waaronder favoriet Apolo Anton Ohno) gezamenlijk onderuit gingen, passeerde de Australiër als eerste de streep, wat hem de gouden medaille opleverde. Hiermee werd Bradbury de eerste atleet van het zuidelijk halfrond die een olympische titel behaalde tijdens de Winterspelen. Daarmee werd Bradbury in eigen land geëerd met de uitgave van een postzegel met zijn beeltenis.
Bradbury won eerder een bronzen medaille in het shorttrack met het Australische team op de aflossing tijdens de Olympische Winterspelen van 1994 in Lillehammer.
Na het winnen van het goud zei Bradbury:

Obviously I wasn't the fastest skater. I don't think I'll take the medal as the minute and half of the race I actually won. I'll take it as the last decade of the hard slog I put in.Het is wel duidelijk dat ik niet de snelste schaatser was. Ik zie deze medaille niet als een beloning van de wedstrijd van anderhalve minuut. Ik zie dit als een beloning voor het decennium van hard zwoegen wat ik er in heb gestopt.

Met deze uitspraak doelde hij op twee levensbedreigende ongelukken die hij meemaakte. In 1994 kreeg Bradbury in Canada de schaats van een andere rijder in zijn dijbeen. Hij verloor vier liter bloed en kreeg 111 hechtingen om de wond te dichten. In 2000 veroorzaakte een trainingsongeluk een halsbreuk waardoor hij zes weken een nekkraag moest dragen.
Bradburry is ondanks zijn prestatie in 2002 niet verkozen tot sportman van het jaar in Australië, wat heeft geleid tot veel ophef en rellen door het gehele land. Bradburry wordt nog steeds gezien als voorbeeld voor de sport en houdt nog regelmatig clinics om de Australische jeugd te interesseren in de sport.

## Woordenboek
De publiciteit rondom de winst van Bradbury leidde ertoe dat de uitspraak 'doing a Bradbury' in het Australian Slang Dictionary belandde.